# 1935 في سويسرا
فيما يلي قوائم الأحداث التي وقعت خلال عام 1935 في سويسرا.

## رياضة
- 1 يناير – بطولة أمم أوروبا لكرة السلة 1935 الفائز منتخب لاتفيا لكرة السلة.

## مواليد

### مارس
- 24 مارس – بيتر بيكسل كاتب سويسري.

### أبريل
- 12 أبريل – هاينز شنايتر لاعب كرة قدم سويسري.
- 14 أبريل – إريك فون دانكن كاتب سويسري.

### أكتوبر
- 14 أكتوبر – برونو ميشو لاعب كرة قدم سويسري.

## وفيات

### مايو
- 1 مايو – جولز جونين (مواليد 1870) طبيب عيون سويسري.
- 14 مايو – فيكتور موراكس (مواليد 1866)